# Star Academy
Star Academy е музикално реалити шоу, създадено от холандската компания Ендемол (Big Brother, Сделка или не). В България шоуто бе съвместна продукция на Нова Телевизия и Global Films.
В България първият и единствен сезон на шоуто започна на 11 април, 2005 година и завърши на 18 юли. Победител бе Марин Йончев, който спечели 150 000 лева.
В България шоуто се излъчваше всеки ден от 20:30 часа по Нова Телевизия. Излъчваше се най-интересното от предния ден.
Втори сезон на шоуто бе планиран за 2007 година, но той не се състоя, поради незадоволителните рейтинги на първия сезон.

## Сезони
| Сезон | Сезон | ТВ канал | Година | Старт         | Финал       | Победител    | Награда     |
| ----- | ----- | -------- | ------ | ------------- | ----------- | ------------ | ----------- |
|       | 1     | Нова ТВ  | 2005   | 11 април 2005 | 18 юли 2005 | Марин Йончев | 150 000 лв. |

## Формат
Star Academy е реалити шоу от типа на Music Idol. Шоуто обаче включва и много от елементите на формата Big Brother. 14 участници (Талантите) са затворени за три месеца в изолирана къща, наречена Академията, където зрителите наблюдават как те се превръщат в истински музикални звезди. В България, а и в много други страни, за Академия бе използвана Къщата на Биг Брадър. Тя беше ремонтирана, така че включваше звукозаписно студио, зала за фитнес, учителска стая. За разлика от Биг Брадър, участниците не са изолирани от външния свят до такава степен. Освен за седмичните концерти на живо, те напускат Академията и за срещи с фенове, от които получават и писма. Талантите понякога имат посещения от свои роднини и близки, или имат право на кратък телефонен разговор с тях. Друга разлика с Биг Брадър е, че на участниците се предоставят и вестници.
И тук Талантите са следени 24 часа в денонощието, но няма камери в тоалетните и банята. Star Academy е шоу, в което се набляга повече на таланта и развитието на участниците, отколкото на техния личен живот.

### Концерти
Всеки понеделник, талантите изнасят голям концерт пред публика в студиото на Star Academy. За изпълненията си те се готвят през цялата изминала седмица, и от представянето им зависи хода на номинациите и елиминациите.
Всеки един от Талантите изпълнява поне по една песен, като често се изпълняват и дуети, триота, квартети. Почти всеки път гостуват и големи музикални звезди, които понякога също се включват в изпълненията.
Концертите се излъчват на живо по телевизията, а на следващия ден участниците гледат запис на шоуто, и го обсъждат с преподавателите си.

### Номинации и елиминации
Всяка седмица, Директорът на Академията се съветва с учителите и заедно решават кои да бъдат тримата номинирани таланти за изключване от Академията. Учителите взимат това решение на базата на наблюденията си през изминалата седмица. Те обявяват номинациите си всеки понеделник, в края на концерта на живо. На следващия ден, в кратко включване на живо от Академията, всеки един от талантите избира един от тримата номинирани, който иска да спаси. Този с най-много гласове остава със сигурност, а срещу останалите двама се откриват телефонни линии, на които зрителите гласуват негативно за изключването им (както в Биг Брадър).

### Майсторски клас
Всяка седмица, поне по една голяма звезда от шоубизнеса гостува в Академията, и разговаря с талантите, дава им различни съвети относно тяхното професионално развитие.
Освен множество български звезди, в Star Academy са гостували също легендата на руската естрада Филип Киркоров, както и световноизвестната Sonique.

### По света
Star Academy се излъчва и в много други страни, като най-успешен е форматът във Франция, Русия (и двете страни имат по седем сезона), Испания.

## Участници
- Марин Йончев (17) (победител)
- Ивайло Колев (26)
- Виктория Арсова (22)
- Вяра Панталеева (22)
- Георги Костов „Жорж“ (20)
- Деян Каменов (21)
- Валентина Александрова (19)
- Даниел Георгиев (21)
- Весела Вълкова (25)
- Александра Овчарова (19)
- Мариела Петрова (19)
- Диан Панов „Жокера“ (18)
- Людмила Манолова (20)
- Клавдия Драганова (17)
- Наталия Тенева (22)
- Аксиния Ченкова (18)

## Преподаватели
- Димитър Станчев – Директор
- Алфредо Торес – хореограф
- Алис Боварян – пеене (замести Данко Йорданов)
- Роси Овчарова – пеене
- Веселин Ранков – сценично поведение
- Лаура Джош-Марков – английски език
- Анастасия Шаренкова „Сия“ – фитнес
- Ангел Заберски – музика
- Кремена Халваджиян – стилист
- Иван Лечев – музикален консултант